# Аягузский округ
Аягузский внешний округ — административно-территориальная единица, образованная в 20—40-х гг. 19 в. по решению царского правительства (1831). Созданием Аягузского внешнего округ царское самодержавие намеревалось присоединить к империи Семиречья и регионы Алатау. Географически Аягузский внешний округ включал бассейн реки Иртыш и земли, прилегающие к озерам Балхаш и Алаколь. Занимал площадь 88 тыс. км². По территории Аягузского внешнего округа протянулись горные хребты Тарбагатая и Джунгарского Алатау. В состав входило 12 волостей, 10 тысяч дворов. Первый старший султан округа Жошынулы Сарт торе, кадий (судья) Сейтенулы Итемген би и Ханкожаулы Акша торе. В 1857 году из нескольких волостей Аягозского внешнего округа сформировался Капальский округ.

## Волости
Список о волостях Аягузского округа 1841 г. 
| №  | Наименование волостей               |
| -- | ----------------------------------- |
| 1  | Матаевская волость                  |
| 2  | Кыржинская                          |
| 3  | 3-я Назаровская волость             |
| 4  | 4-я Назаровская волость             |
| 5  | 5-я Муруновская волость             |
| 6  | 6-я Муруновская волость             |
| 7  | 7-я Муруновская волость             |
| 8  | Сивановская волость                 |
| 9  | 9-я Сивановская волость             |
| 10 | Семиз Наймановская волость          |
| 11 | 11-я Семизнаймановская волость      |
| 12 | Садыровская волость                 |
| 13 | Туминская волость                   |
| 14 | Акымбетевская волость               |
| 15 | Булачинская волость                 |
| 16 | Каптагай Матаевская волость         |
| 17 | Аталык Матаевская волость           |
| 18 | Кайнар Матаевская                   |
| 19 | Садыровская волость                 |
| 20 | Садыровская волость                 |
| 21 | Садыровская волость                 |
| 22 | Каракерей СемизНаймановская волость |
| 23 | Кыржинская волость                  |
| 24 | Сарыман Уваковской волости          |
| 25 | Чогу Уваковская волость             |
| 26 | АшиКиреевская волость               |
| 27 | Юсуновская волость                  |
| 28 | Акымбет Киреевская волость          |

## Старшие султаны
1. Сарт Ючин (Джучин)
2. Бексултан Агадаев
3. Барак Солтыбайулы 1861—1862
4. Қалдыбай Қопабайұлы 1865-1868[2]